# 委託販売
委託販売（いたくはんばい）とは、企業がとる販売活動形態の一種である。また、個人でも、同人活動、個人販売などにおいて企業又は個人に依存して委託販売を行うこともあるが、この場合は、厳密な会計処理が行われないことも多い。

## 概要
委託販売とは、その名のとおり、商品や製品の販売を、第三者に委託・代行して販売してもらう販売形態である。遠隔地の消費者への販売に適している。販売を頼むほうを委託者、代行するほうを受託者と呼ぶ。委託者は商品の所有権を保有したまま、受託者に委託することが出来、受託者は受諾した商品を販売し、手数料から利益を得る。

## 流れ
1. まず、委託者は受託者へ向けて商品を発送する（企業会計ではこの商品を積送品という）。
2. 商品を受け取った受託者はその商品を販売する。
3. 販売後、受託者はその後、仕切計算書（仕切書）という書類を作成する。仕切書には売り上げ総額、かかった経費（販売費、保管料など）、受託者手数料、そして売り上げから経費等を控除した委託者正味手取額を記載する。受託者はその手取額を委託者に納める。手数料と経費の分は受託者のものになる。
4. 委託者が仕切書と共に手取額を受け取る。

## 出版業における委託販売
出版業において「委託販売」と通称されている販売方式は、厳密には上記の委託販売とは異なり、あくまでも売買行為である。出版業の「委託販売」と元々の委託販売と区別するため、これを返品条件付き売買あるいは返品制などと呼ぶことがある。
この方式では次のような流れになる。
1. 出版社や取次から書店に商品が売却される。この際、商品の返品条件を取り決める。
  - 売買行為であるから、商品の所有権はいったん後者に移り、会計上は前者は売上を計上でき、後者は代金を支払うことになる。
  - 前者は会計上、返品に備えて返品調整引当金を必要経費として計上することができる。（法人税法53条）　また、雑誌のうち定期刊行物については返品債権特別勘定を計上することができる。（法人税基本通達9-6-4）
2. 商品を受け取った書店はその商品を販売する。
3. 一定期間が過ぎても商品が販売できなかった場合、書店は返品条件に従って商品を取次に返品（=売却）する。

この方式では通常の委託販売に比べ、出版社や取次にとっては会計上有利となる。
岩波書店は責任販売制を採用しており、一部の出版物で2008年11月から小学館、2009年10月から講談社が責任販売制を導入した。また2009年7月からは、筑摩書房、河出書房新社、青弓社、中央公論新社、二玄社、早川書房、平凡社、ポット出版が、一部書籍について35ブックスと呼ばれる責任販売制を実施している。委託販売、責任販売ともに様々な取引条件があるため優劣を一口で語ることはできない。

## 旅行業における委託販売
旅行業界では、他社で企画した主催旅行を自分の会社（旅行代理店）で代理販売することを、代売という。旅行代理店では、旅行代金から手数料収入を差し引いて委託元の旅行業者に支払う。委託販売の形態をとっているので、旅程上のトラブルの責任は主催会社が負うこととなる。

## 消化仕入れ
委託販売に類似している販売形態に、消化仕入れあるいは売上仕入れがある（小売りの従業員が店舗を管理するケースと、派遣店員が店舗を管理するケースとを区別して呼び名を使い分けることもある）。商品を仕入れても仕入として認識せず、仕入れた商品はあくまでも仕入先の在庫とし、商品が売れた時点で初めて仕入れと認識する。しかし委託販売と異なるのは、売掛金の貸倒れリスクは販売店が負うのに対して、委託販売では負わない。
なお、返品制との違いは、商品を仕入れた時点で在庫として認識するため、売れ残った商品は返品ができるが、盗難や減耗など在庫管理のリスクは負うことになる。